# Galax
För andra betydelser, se Galax (olika betydelser).
| Galax |
| --- |
| M51, även kallad Malströmsgalaxen. - Beskrivning: Ett gravitationellt sammanhållet system av materia, som stjärnor, gas, stoftmoln och förmodad mörk materia. - Etymologi: Från grekiskans γαλαξίας κύκλος, galaxías kýklos – ”mjölkringen”, som på sin tid avsåg vår egen galax, Vintergatan. - Typer enligt Hubbles klassificering: Elliptiska galaxer (E0-E7), linsformade galaxer (S0, SB0), spiralgalaxer (Sa-Sd), stavspiralgalaxer (SBa-SBd), irreguljära galaxer (Ir) och cD-galaxer. |

En galax (från grekiskans γαλαξίας κύκλος, galaxías kýklos – ”mjölkringen”, avseende Vintergatan) är en stor samling av materia i universum, som stjärnor, gas, rymdstoft och förmodad mörk materia, sammanbunden genom gravitation. De större galaxerna har cirka 1011 solmassor stjärnor, mellan en och tio miljarder solmassor interstellär gas och 1012 solmassor mörk materia. Många galaxer, kanske de flesta, inkluderar även supermassiva kompakta objekt, sannolikt svarta hål i centrum. Några av dessa kompakta objekt uppträder som aktiva galaxkärnor.
Den galax som solen befinner sig i är Vintergatan. Vintergata har även använts som benämning på större stjärnsystem. Vintergatan är en stavspiralgalax.

## Galaxformer

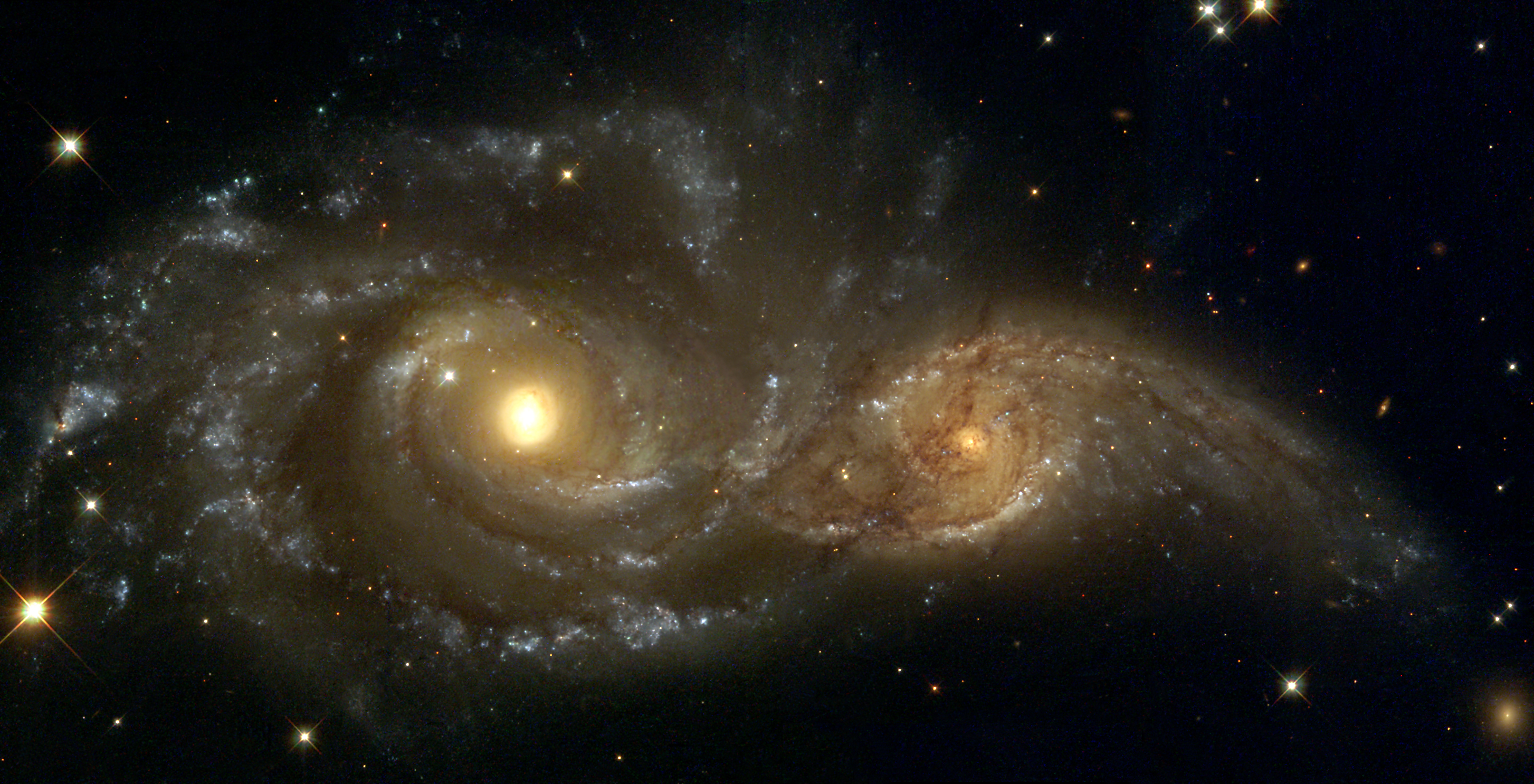
NGC 2207 sedd från Hubbleteleskopet.

Uppdelningen av galaxer i olika typer eller former kan vara något missvisande då det är fråga om dynamiska processer. Edwin Hubble gjorde på 1930-talet ett system för klassificering av galaxer (Hubbles serie), med elliptiska galaxer, linsformade galaxer, irreguljära galaxer och en uppdelning av spiralgalaxer i normala spiralgalaxer och stavspiralgalaxer. Vi vet i dag att det existerar mellanformer och former som faller utanför Hubbles system då (om)bildning av galaxer är en dynamisk fortgående process.
Hubbles klassificering:

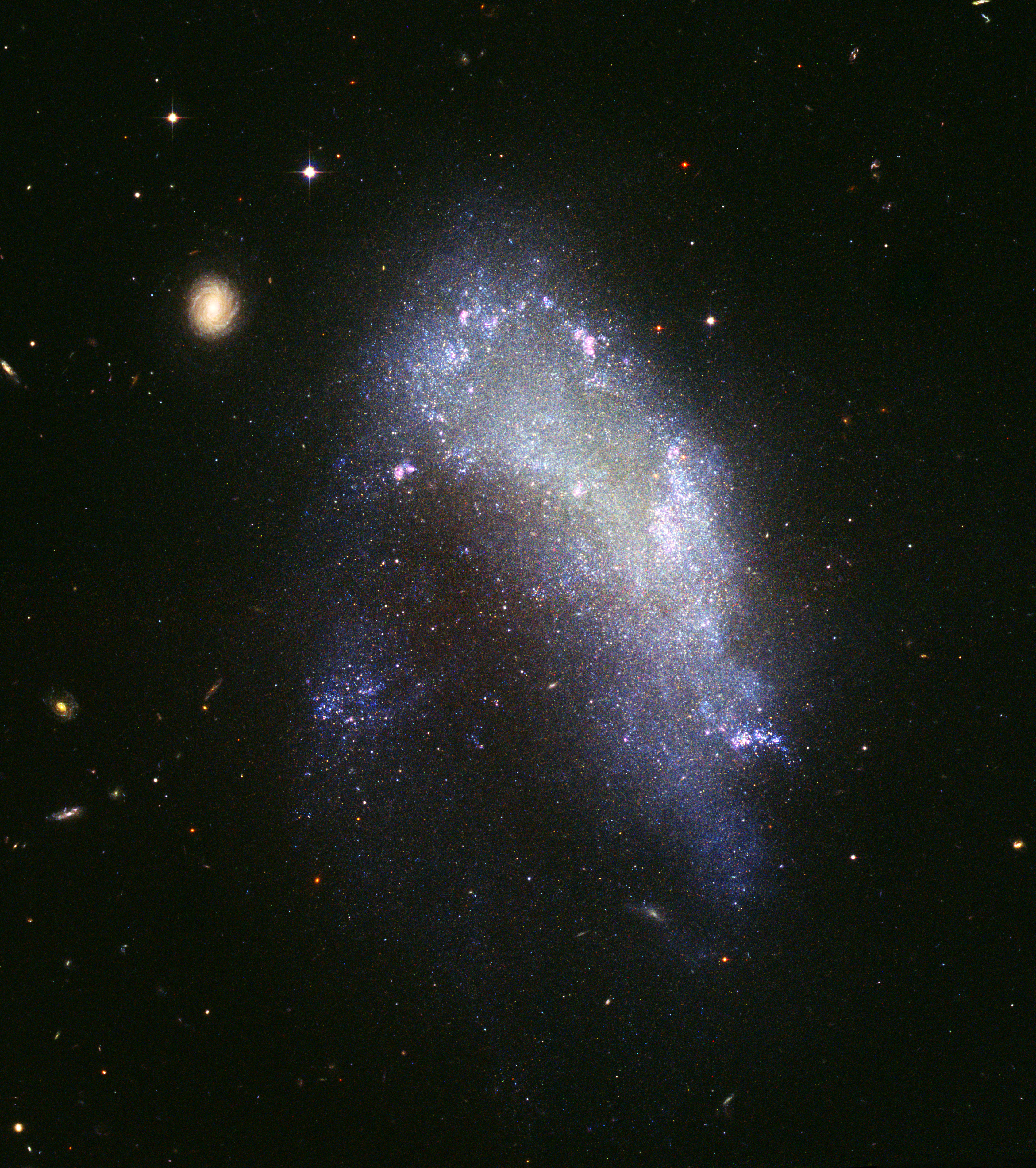
NGC 1427A är ett exempel på irreguljär galax.

- Elliptiska galaxer (E0-E7). Denna typ antas sakna halon av mörk materia, så kallade nakna galaxer, se MOND.
- Linsformade galaxer (S0, SB0).
- Spiralgalaxer (Sa-Sd), till exempel Andromedagalaxen. Denna typ antas vara omgiven av en halo bestående av mörk materia, se MACHO.
- Stavspiralgalaxer (SBa-SBd). Vår egen Vintergata är av denna typ[5], troligtvis SBc eller möjligtvis SBb.
- Irreguljära galaxer (Ir) är små galaxer med oregelbundna former.
- Andra typer:
  - cD-galaxer – en variant av elliptiska galaxer.

De elliptiska galaxerna har praktiskt taget ingen interstellär gas, medan halten av denna sedan ökar genom spiral- och stavspiralgalaxerna från Sa eller SBa till Sd eller SBd.  Då det interstellära mediet är en förutsättning för en pågående stjärnbildning följer det att de elliptiska galaxerna endast består av äldre stjärnor vilka är mindre massiva och röda, eftersom de massiva stjärnorna har kortast livslängd, medan det fortfarande pågår en stjärnbildning i spiralgalaxerna, som därigenom innehåller en större variation av olika stjärntyper.  Den mesta stjärnbildningen skedde dock under den första halvan av universums historia
Armarna i spiral- och stavspiralgalaxer rör sig med konstant vinkelhastighet till skillnad från själva stjärnorna och stoftet vars vinkelhastighet minskar med avståndet från centrum. Detta innebär att galaxens materia hela tiden passerar in och ut ur armarna, vilka är en form av täthetsvågor.  Genom den högre tätheten sker stjärnbildningen i första hand i spiralarmarna, som därigenom kommer att innehålla ljusa blå stjärnor, vilka har en så kort livstid, omkring 10 miljoner år, att de inte hinner lämna sin spiralarm innan de exploderar som supernovor.

Kollisioner tycks spela en viktig roll i galaxers utveckling.  De mest avlägsna galaxerna, som vi ser från en tidpunkt då universum var mycket yngre än idag, är oftast mindre än de stora galaxer som vi ser i vår närhet idag.  De mycket massiva cD-galaxerna som vanligen ligger nära centrum av en galaxhop tros vara resultatet av att många mindre galaxer har smält samman.  Andra galaxer kan utveckla tillfälliga svansar på grund av tidvattenskraften när de passerar nära varandra och dessa nära möten mellan galaxer sätter också igång episoder av stark stjärnbildning.

## Galaxdynamik
Observationer av spiralgalaxers rotationshastigheter tog fart 1978. Under tidigt 1980-tal stod det klart att galaxer inte roterade på samma sätt som solsystemet. En spiralgalax består av en ansvällning av stjärnor mot mitten med en vidsträckt skiva stjärnor i banor runt den centrala gruppen. Om stjärnornas banor styrs enbart av gravitationskraften, kunde man vänta sig att stjärnorna i skivans ytterkant skulle ha en mycket lägre banhastighet än de som är nära mitten. Så här ser mönstret ut i solsystemet[källa behövs]:
| Planet    | Avstånd från solen (AE) | Medelban- hastighet (km/s) |
| --------- | ----------------------- | -------------------------- |
| Merkurius | 0,39                    | 47                         |
| Venus     | 0,72                    | 35                         |
| Jorden    | 1,0                     | 30                         |
| Mars      | 1,5                     | 24                         |
| Jupiter   | 5,2                     | 13                         |
| Saturnus  | 9,5                     | 9,6                        |
| Uranus    | 19                      | 6,8                        |
| Neptunus  | 30                      | 5,4                        |

Figur 1 – förväntade (A) och observerade (B) stjärnhastigheter som funktion av avståndet från det galaktiska centrum.

De observerade galaxerna uppvisade inte detta mönster. Stjärnor nära den yttre kanten snurrade runt med samma fart som stjärnor närmare mitten. Om Newtons teori gäller, så borde en graf av en stjärnas hastighet som funktion av avståndet till galaxens centrum ge kurvan A i Figur 1. Men observationerna visade samstämmigt på linjer som kurva B. I stället för att avta asymptotiskt mot noll i takt med avtagande gravitation, så förblir denna kurva flat och ger samma hastighet vid ökande avstånd från utbuktningen.
Flertalet astrofysiker anförde hypoteser om att det tillplattade utseendet hos galaxernas rotationskurvor berodde på materia utanför galaxens synliga skiva. Eftersom alla stora galaxer betedde sig på samma vis, så måste stora galaxer, enligt ett sådant djärvt resonemang, vara inbäddade i en halo av osynlig, mörk materia. Andra lösningar föreslogs, däribland MOND, men de har inte kunnat förklara senare fenomen som också tyder på förekomst av mörk materia lika väl.[källa behövs]

## Storskaliga strukturer
Rymden mellan galaxerna är praktiskt taget vakuum, i genomsnitt mindre än en atom per kubikmeter. Endast några få galaxer finns för sig själva, de flesta galaxerna är genom gravitation bundna till andra galaxer och bildar galaxhopar med varierande antal galaxer. Galaxhoparna bildar sedan ännu större strukturer, så kallade superhopar med tiotusentals galaxer.
Lokala hopen innefattar Vintergatan och Andromedagalaxen, som är de största objekten i galaxhopen. Totalt omfattar den lokala hopen cirka 50 galaxer. Virgohopen är den närmsta större galaxhop i lokala hopens grannskap. Virgohopen ligger (sett från jorden) i stjärnbilden Jungfrun på ca 55 miljoner ljusårs avstånd och innehåller ungefär 1 500 galaxer. Virgohopen utgör i sin tur centrum för Virgosuperhopen. Lokala hopen ligger i utkanten av Virgosuperhopen.

## Aktiva galaxer
Aktiva galaxer är galax med extremt ljusstarka galaxkärnor.  I vissa fall kan den stora luminositeten komma från en intensiv stjärnbildning, men i de flesta fall beror den på att det i centrum av galaxen finns ett supermassivt svart hål som drar till sig gas från det omgivande interstellära mediet och från stjärnor som passerar nära det svarta hålet.  Följande objekt med aktiva galaxkärnor uppfattas av en jordiskt teleskop som mycket olika. De kan visserligen även vara varianter i en utvecklingsmodell, men det som verkligen skiljer dem åt är deras orientering i förhållande till oss.
- Seyfertgalaxer
- Radiogalaxer
- Kvasarer
- Blazarer
- LINER

De aktiva galaxerna var mer vanliga tidigare under universums historia än idag, men också galaxerna i våra dagars universum har supermassiva svarta hål i sina kärnor, men de är inte lika aktiva längre, på grund av att tillgången på gas är mer begränsad idag.[källa behövs]

## Idé- och lärdomshistoria
År 1610 riktade Galileo Galilei ett teleskop mot det ljusa band på natthimlen som kallas Vintergatan och upptäckte att det bestod av en väldig mängd ljussvaga stjärnor. I en avhandling från 1755 (som byggde på tidigare verk av astronomen Thomas Wright) spekulerade Immanuel Kant att Vintergatan skulle kunna vara en roterande samling av ett stort antal stjärnor som hölls samman av gravitationskrafter på samma sätt som solsystemet men på en större skala. Den skiva av stjärnor som på så sätt skulle uppstå skulle, från vårt perspektiv inifrån skivan, visa sig som ett band tvärs över himlen. Han gissade också att en del av nebulosorna som kunde ses på himlen kanske var egna självständiga stjärnsamlingar av samma slag. 
1758 observerade den franske astronomen Charles Messier ett "kometliknande" objekt, nu känt som NGC 1952. Det blev det första objektet i hans katalog över nebulosor och stjärnhopar som vid hans död 1817 innehöll 103 objekt. Katalogen reviderades på 1900-talet, och innehåller nu 110 objekt. Senare gjorde William Herschel och hans son John Herschel en liknande katalog som innehöll 5 000 nebulosor. År 1845 konstruerade Lord Rosse ett 180-centimeters spegelteleskop som kunde åtskilja elliptiska och spiralliknande nebulosor, vilket gav ökat stöd för Kants antaganden. Med detta teleskop såg Rosse den spiralformiga M51 i stjärnbilden Jakthundarna. År 1888 publicerade J.L.E. Dreyer sin New General Catalogue (NGC). Men nebulosor blev dock inte allmänt accepterade som avlägsna självständiga galaxer förrän Edwin Hubble i början av 1920-talet använde sig av ett bättre teleskop. Han lyckades urskilja enskilda stjärnor i de yttre armarna av vissa spiralformade nebulosor, och identifierade bland dem några cepheidvariabler, vilket gjorde det möjligt att uppskatta avståndet till nebulosan. Han fann därvid att de låg alltför långt borta för att kunna vara en del av Vintergatan.
1936 skapade Hubble ett klassificeringssystem, den så kallade Hubbles serie, som fortfarande används. Både Messiers katalog och NGC används flitigt än idag.
Det första försöket att räkna ut Vintergatans form, och solens position i den, gjordes av William Herschel år 1785 genom att noggrant räkna antalet stjärnor i olika områden av himlen. Med hjälp av en förbättrad metod kom Jacobus Kapteyn 1920 fram till en bild av en ellipsoidformad galax med en diameter på ungefär 15 kiloparsec och med solen ganska nära centrum. En annan metod av Harlow Shapley som baserade sig på att katalogisera klotformade stjärnhopar ledde till en helt annan bild: en platt skiva med en diameter på cirka 70 kiloparsec och med solen långt från centrum. Båda metoderna missade att ta hänsyn till att ljuset absorberas av rymdstoft som finns i galaxplanet. Först när Robert Julius Trumpler hade lyckats beräkna storleken av denna effekt 1930 genom att studera öppna stjärnhopar, började dagens bild av vår galax att tona fram.
1944 förutspådde Hendrik van de Hulst mikrovågsstrålning med en våglängd på 21 centimeter som ett resultat av interstellär atomär vätgas (H, inte H2). Sådan strålning observerades 1951. Denna strålning möjliggjorde en mycket förbättrad studie av Vintergatan eftersom den inte absorberas av det interstellära stoftet i galaxplanet, och dopplereffekten kunde användas för att kartlägga stoftets rörelse. Dessa observationer pekade mot en roterande stavformad struktur i galaxens centrum. Med förbättrade radioteleskop kunde också vätgas spåras i andra galaxer. 
På 1970-talet började man inse att den totala massan av synlig materia (gas, stoft och stjärnor) inte stod i proportion till hastigheten med vilken Vintergatan roterade, och detta ledde till teorin om mörk materia. När man studerar galaxer och galaxhopar verkar det finnas mycket mer materia än vad man kan se. Det skulle stämma med antagandet att det finns osynlig materia som interagerar genom gravitation. De flesta forskare håller detta för troligast.
I början av 1990-talet gav Hubbleteleskopet ytterligare förbättrade data, bland annat kunde det fastställas att den felande mörka materian inte enbart kunde bestå av ljussvaga små stjärnor. Teleskopet kunde också påvisa att den synliga delen av universum innehåller hundratals miljarder galaxer.
2004 blev galaxen Abell 1835 IR1916 den mest avlägsna galaxen som dittills observerats av människan.

## Upptäckter under 2000-talet
- Under 2003 presenterade australiska astronomer ett galaxliknande objekt som nästan saknar stjärnor. Det består av vätgas och har en massa motsvarande en miljard solmassor och är 35 000 ljusår i diameter. Avståndet uppskattas till mellan 12 och 65 miljoner ljusår. Forskarna misstänker att objektet ligger för isolerat för att stjärnor ska kunna bildas, därför att stjärnbildningsprocessen eventuellt kräver interaktioner mellan närliggande galaxer vilka ”rör om” i gasmolnen.[21]
- 2004 upptäcktes en ny typ av minigalaxer upptäckts i galaxhopen Fornax. Minigalaxerna, som tros vara rester av dvärggalaxer, kallas ultrakompakta dvärgar (Ultra Compact Dwarfs, UCD).[22]
- Forskare visade 2018 några av de mest avlägsna galaxerna som har upptäckts. Dessa kunde observeras genom att deras ljus har förstärkts på så vis att en galaxhop mellan oss och galaxen i fråga har fungerat som en gravitationslins.[23][24]

### Freeware-simulatorer
- Celestia Open Universe
- Celestia "... You can travel throughout the solar system, to any of over 100000 stars, or even beyond the galaxy...."
- Celestia RPM Information